# 天河 (汉水支流)
天河（又名天桥河），是中国长江流域汉水水系的一条河流，汇入汉水上游左岸。河长99千米，流域面积1608平方千米，多年平均流量15立方米每秒。自然落差1038米。水能理论蕴藏量4万千瓦。